# Lady in a Cage
Lady in a Cage ist ein US-amerikanischer Psychothriller mit Horror-Elementen aus dem Jahr 1964. Die Hauptrollen unter der Regie von Walter Grauman spielten Olivia de Havilland sowie, in seiner ersten substanziellen Filmrolle, James Caan.

## Handlung
Mrs. Cornelia Hilyard, eine wohlhabende Witwe und Hobby-Dichterin, hat sich die Hüfte gebrochen und kann bis zur Genesung nur auf Krücken gehen. Damit sie sich ohne Hilfe zwischen den Etagen ihres Hauses bewegen kann, wurde Cornelia extra ein käfigartiger Fahrstuhl ins Haus eingebaut. Im Haus lebt auch noch ihr mittlerweile rund 30-jähriger Sohn Malcolm, der ganz unter den Fittichen seiner Mutter steht und alleinstehend ist.
Ausgerechnet als Malcolm am Wochenende des 4th of July verreist ist, verursacht ein Missgeschick auf der benachbarten Baustelle einen Stromausfall in Cornelias Haus. Cornelia bleibt hilflos in ihrem Käfig-Fahrstuhl stecken, er ist zu einem Gefängnis für sie geworden. Sie betätigt daraufhin einen Notfallknopf, durch den sie die Aufmerksamkeit von Passanten vor ihrem Haus erregen kann. Doch nur George, ein obdachloser Alkoholiker und Kleinkrimineller, bemerkt den Alarm und schaut herein. Er nutzt die günstige Gelegenheit und nimmt einige kleinere Gegenstände mit. Cornelias Bitten und auch ihre abfälligen Äußerungen gegenüber ihm ignoriert er. Stattdessen sucht er ein zwielichtiges Pfandhaus auf, wo er sein Diebesgut versilbert.
Im Pfandhaus wird George von drei Kriminellen mit soziopathischem Verhalten bemerkt. Die drei noch jugendlichen Ganoven – Randall, Elaine und Essie – folgen ihm unbemerkt. George und seine Freundin, die Prostituierte Sade, wollen mit dem Ausräumen von Cornelias Haus fortfahren. Doch die drei Jugendlichen hegen ebenfalls diese Absicht; es geht ihnen aber nicht nur um den Diebstahl, sondern sie genießen offenbar die sadistische Vorstellung, sowohl Cornelia als auch George und Sade foltern zu können. Im Haus angekommen, töten sie zunächst George und sperren Sade in eine Toilette. Der Anführer Randall macht sich anschließend daran, die immer noch im Fahrstuhl eingesperrte Cornelia sowohl körperlich als auch psychisch zu quälen. Als Höhepunkt findet Randall einen Brief von Cornelias Sohn Malcolm, in dem dieser wegen seiner dominanten Mutter über einen Selbstmord nachdenkt. Er zeigt den Brief Cornelia, die völlig schockiert ist.
Mit letzter Kraft kann Cornelia sich gegen den ungleich stärkeren Randall durchsetzen. Es gelingt ihr, sich aus dem Käfig zu befreien. Sie krabbelt aus dem Haus, wird jedoch von Randall verfolgt, der sie hineinschleifen und töten will. In Notwehr sticht sie ihm die Augen aus. Orientierungslos gerät Randall auf eine Straße und wird von einem Auto überfahren. Unterdessen erscheint die Polizei, die Randalls Komplizen nach einem missglückten Fluchtversuch festnehmen kann und sich um die mitgenommene Cornelia kümmert. Am Ende weint Cornelia hemmungslos, offenbar nicht nur wegen ihres Martyriums, sondern auch, weil sie ihr Fehlverhalten gegenüber ihrem Sohn erkannt hat.

## Hintergrund
Drehbuchautor und Produzent Luther Davis (1916–2008) schrieb am 5. Juli 1964 in der Los Angeles Times, dass er auch durch ein echtes Vorkommnis für die Filmhandlung inspiriert worden sei: Eine Freundin von ihm sei 1959 bei einem Stromausfall in New York in einem Fahrstuhl gefangen gewesen. Als sie dann nach Hilfe gerufen hatte, wurde sie von zwei Männern vergewaltigt.
Olivia de Havilland übernahm die Hauptrolle von der eigentlich dafür vorgesehenen Joan Crawford, die aus nicht bekannt gewordenen Gründen verhindert war. De Havilland stellte sich mit diesem Film in eine Reihe mit ihren alternden Leinwandkolleginnen Joan Crawford und Bette Davis, die nach ihren großen Erfolgen in den 1930er und 1940er Jahren ebenfalls auf Horrorfilme wie Was geschah wirklich mit Baby Jane? ausgewichen waren. Nur wenige Monate später ersetzte De Havilland Crawford noch einmal: in der Rolle der Miriam Deering in dem Psychothriller Wiegenlied für eine Leiche, der ebenfalls in dasselbe Genre wie Lady in a Cage fällt. Möglicherweise lag der Grund für die Arbeit aber auch darin, dass De Havilland und Luther Davis Mitte der 1960er-Jahre ein romantisches Verhältnis hatten.
Für den damals noch weitgehend unbekannten James Caan war die Schurkenrolle in Lady in a Cage die erste bedeutende Filmrolle. Nach eigenem Bekunden wollte er seine Darstellung des Randall Simpson O’Connell an Marlon Brandos Auftreten in Endstation Sehnsucht angelehnt wissen. Der Charakterdarsteller Scatman Crothers hat einen im Vorspann ungenannten, kleinen Auftritt als Mitarbeiter im Pfandhaus. Für den erfahrenen Fernsehregisseur Walter Grauman war Lady in a Cage sein erster Kinofilm.

## Rezeption
Lady in a Cage war an den Kinokassen profitabel, erhielt bei seiner Veröffentlichung aber weitgehend negative Kritiken und löste einen kleinen Skandal aus. A. H. Weiler von der New York Times gestand dem Film Spannung zu, kritisierte aber die „ziellose Brutalität“, ein häufig unlogisches Drehbuch sowie den starken Zynismus des Films. Sein New-York-Times-Kollege Bosley Crowther ging einen Schritt weiter und kritisierte Lady in a Cage als „verwerflichen Film“, der durch seine Darstellung einer anarchistischen Jugend aus gesellschaftlicher Sicht unverantwortlich sei. Die Kolumnistin Hedda Hopper forderte, die Negative des Filmes zu verbrennen. Ein anderer Kritiker äußerte sich zur Hauptdarstellerin de Havilland, die in solch brutalen Filmen zuvor niemals aufgetreten war: „Zählen Sie Olivia zu der Sorte von Schauspielerinnen, die lieber Narren sind, als vergessen zu werden.“ In Großbritannien durfte Lady in a Cage wegen seiner Gewaltdarstellungen bis 1967 sogar nicht im Kino gezeigt werden.
In jüngerer Vergangenheit erfolgten allerdings auch positive Besprechungen des Filmes. So schrieb Dawn Keetley, der Film sei Anfang der 1960er-Jahre außergewöhnlich in seinen Gewaltdarstellungen und dem unablässig düsteren, nihilistischen Erzählton gewesen. Er weise bereits auf spätere „Hausbesetzer“-Filme wie Wes Cravens Das letzte Haus links und Michael Hanekes Funny Games voraus.